# محمود ود أحمد
الأمير محمود ود أحمد هو أحد أمراء الدولة المهدية في السودان وأحد قادة جيوشها المشهورين عمل في كردفان ودارفور وشمال السودان. وقع في الأسر بعد هزيمة قواته في معركة عطبرة وتوفي في المنفى في مصر سنة 1906م.

## مولده
ولد محمود ود أحمد في عام 1865 م بالتقريب في الكلكلة (محلية برام الكلكة، حالياً) بمدينة برام جنوب غرب دارفور بالسودان وهو ابن أخ الخليفة عبد الله التعايشي خليفة محمد أحمد المهدي بالسودان وزعيم الثورة المهدية.

## نسبه
اسمه محمود بن أحمد بن علي الكرار بن موسى بن محمد القطب الواوي وهو نسب الخليفة عبد الله التعايشي نفسه، فهو هو ابن أخ الخليفة، وينتمي إلى قبيلة التعايشة.

## تعيينه
عينه الخليفة في عام 1891 أميراُ على ولايتي كردفان ودارفور بدلا عن الأمير عثمان آدم الذي توفي في سنة 1889 بعد غزو جيوش المهدية لدار مساليت بغرب السودان وتمكّن ود أحمد من قمع تمرد وقع في مدينة النهود بولاية كردفان ضد الدولة المهدية، فقام الخليفة بتعيينه أميراً على دنقلا بشمال البلاد وكلّفه بحراسة الحدود الشمالية من أي تهديد خارجي والتصدي لحملة النيل الأنجلو مصرية العسكرية في سنة 1896 م التي استهدفت الدولة المهدية للقضاء عليها واسترداد حكم السودان.
وبعد تمكن الجنرال هربرت كتشنر سردار الجيش الغازي من احتلال مدينة دنقلا كان من المتوقع أن يتجه بجيشه إلى المتمة في أي وقت. فأصدر الخليفة عبد الله أوامره إلى الأمير محمود ود أحمد للقدوم إلى العاصمة أم درمان مع 10 آلاف مقاتل للمشاركة في صد قوات الغزو. وفي يونيو / حزيران 1897م، أمر الخليفة الأمير محمود ود أحمد بالتوجه بقواته إلى شمال السودان وبدأ عملياته باحتلال المتمة بعد أن نكص سكانها ولائهم للمهدية وتعانوا مع العدو.

## هجوم محمود ود أحمد على المتمة

### رواية تشرشل
وفقا لرواية ونستون تشرشل فإن الخليفة استدعى زعيم الجعليين الأمير عبد الله ود سعد يخطره بنيته في الدفاع عن المتمة وبقراره إرسال محمود ود أحمد على رأس جيش لتأمين الدفاع عنها وعن الحدود الشمالية وطلب الخليفة من ود سعد أن يقوم سكان مدينته بتزويد الجيش القادم بكل ما يحتاجه من مؤن وأغذية ومسكن. احتج ود سعد وشكا له الحالة البائسة التي يعيشها أهل المتمة وطلب بعدم إرسال محمود ود أحمد حتى لا يزيد في أعبائهم وتزداد أحوالهم سوءا. غضب الخليفة وأبدى استيائه من كلام ود سعد وفقد أعصابه وصرخ في وجهه وشكّك في ولائه وهدده بالموت ونعته هو وقبيلته بأوصاف عنصرية مثل (جلابي ). رجع ود سعد إلى المتمة وأخبر أهله بما دار بينه وبين الخليفة 
فقرروا الاستسلام لجيش السردار الغازي وبعثوا إليه برسالة طالبين فيها الدعم والمساندة لمحاربة الدراويش سواء أرسل إليهم الدعم أم لم يرسل. استجاب السردار وأرسل إليهم 1100 بندقية وكمية كبيرة من الذخيرة محملة على الجمال. كما أرسل الجعليون رسالة إلى الخليفة مشحونة بالسباب والشتم له.

### رواية زلفو
وذكر عصمت زلفو، بأن ود سعد أرسل وفداً بقيادة الأمير إبراهيم محمد فرح (ود البيه) إلى مروي قدم طلباً إلى الجنرال كتشنر بالحصول على سلاح وذخيرة ورجال لمساندتهم في تمردهم ضد الدولة المهدية. وفي غضون ذلك تلقّى الأمير محمود ود أحمد بلاغات من أمراء الأرباع المعسكرين على مشارف المتمة تؤكد على خروج عبد الله وسعد على طاعة الخليفة وارتداده عن المهدية، ومجاهرته بالمعصية وقصده محاربتها.

### رواية علي مهدي
أما علي المهدي فقد ذكر في روايته بأن «الخليفة أمر بإخلاء قرية المتمة وترحيل أهلها إلى الضفة الشرقية للنيل المقابلة لها فقد كان الخليفة يشك في ولاء ود سعد زعيم الجعليين للدولة المهدية بعد أن ثبت له صحة علاقاتهم التجارية والاستخباراتية مع الجيش الغازي حسب إقرار الأمير عبد الله ود سعد نفسه. كما أن الخليفة كان يدرك استحالة استضافة ود سعد لجيش غير نظامي يوصف أفراده بالخشونة والعنف وعدم الانضباط في مدينته التي كان أهلها يُوصفون بالكبرياء والاعتزاز بالنفس. وتمضي رواية علي مهدي إلى أن الأمير عبد الله ود سعد، وافق على انتقال أهل المتمة إلى الضفة الشرقية المقابلة لقريتهم وأن الخليفة عبد الله الذي شكك في تلك الموافقة لم يأذن له بمغادرة أم درمان، بل أرسل خطاباً إلى أهل المتمة، يطلب منهم إخلاء قريتهم بطيب خاطر .

#### رسالة الخليقة إلى أهل المتمة
«بسم الله الرحمن الرحيم، الحمد لله الوالي الكريم، والصلاة على سيدنا محمد وآله مع التسليم. وبعد من عبد ربه خليفة المهدي عليه السلام، الخليفة عبد الله بن محمد، خليفة الصديق، إلى المكرمين كافة سكان حلة المتمة على وجه العموم فرداً فرداً. بعد السلام عليكم ورحمة الله وبركاته أيها الأعوان أعلمكم الله بالخير أنكم معدودون لدينا من الأصحاب الواقفين مع الإشارة أمراً ونهياً، وظننا بكم علو الهمة في إنجاز المصالح الدينية، وعدم التهاون في سبيل الله ووفاء العهد المأخوذ عليكم، وحيث فهمتم ذلك، وبعلمكم أن حلة المتمة التي أنتم بها هي طريق للسرايا البحرية، ومركز إليها، وكل ما تعينت من طرفنا سرية لضرب الأعداء، فلا بد من مرورها عليها وغشيانها لها، ولا يخفى عليكم ما في مرور السرايا عليكم من المشقة لكم والتعب أكثر من غيركم، لكون الجهة التي أنتم بها مركز للسرايا، ومجمع للطرق، ونظراً لذلك فقد اتفقت مشورة المسلمين، ومن الجملة عمال جهاتكم على انتقالكم منها لجهة الشرق بقصادها من باب الشفقة عليكم بما ذكر عملاً بما اقتضت المصلحة الدينية ... وبناءً على ذلك فقد حررنا لكم أمرنا هذا، فبوصوله إليكم وفهمكم لمضمونه فجميعكم بطيب نفس وانشراح صدر خذوا كافة أمتعتكم وأموالكم وجميع متعلقاتكم ما عدا المساكن فقط، وانظروا المحل الموافق بمعرفة عمالكم بقصاد حلتكم في جهة الشرق، وأنزلوا هناك على بركة الله بأكملكم بحيث لا يتفرق منكم أحد كلية، بل جميعكم كونوا في محل واحد نازلين بالجهة الشرقية على ضفة منزلتكم الآن بالمتمة، ويكون السوق بحاله عامراً بحذاء الحلة التي تنشؤونها بالشرق على حالته السابقة، وعليكم بالأمان التام في أنفسكم وأموالكم، وحيث أن هذا الأمر قد اتفقت عليه كلمة المسلمين واقتضته مصلحة الدين، وفيه الشفقة عليكم والرحمة بكم ما لا يخفى عليكم، فبادروا إلى تنفيذ الإشارة فيه بغاية الانشراح والقبول لتنالوا مزيداً من الرضا وجزيل الثواب، ولترد لنا منكم الإفادة عن هذا بعد إجراء العمل بموجبه. بارك الله فيكم، وقرن بالنجاح مساعيكم. والسلام».

#### الاختلاف حول مغادرة ود سعد لأم درمان
اختلفت الروايات التاريخية حول الإذن الذي حصل عليه الأمير عبد الله ود سعد لمغادرة أم درمان. فحسب إفادة علي المهدي إن الخليفة أذن للأمير عبد الله ود سعد بمغادرة أم درمان بعد فترة وجيزة من إرسال خطابه إلى سكان المتمة. لكن يوسف ميخائيل يقول «بأن الأمير عبد الله ود سعد حصل على إذن المغادرة من الأمير يعقوب محمد جراب الرأي. وعندما علم الخليفة بذلك غضب غضباََ شديداً وأرسل مجموعة من الهجانة لمطاردة الأمير ود سعد والقبض عليه وإعادته إلى أم درمان، إلا أن الهجانة لم يتمكنوا من اللحاق بالأمير عبد الله ود سعد إلا عند مشارف المتمة ولم يكن أمامهم سوى إبلاغه بأوامر الخليفة بعودته إلى أم درمان، فكان رده: «ارجعوا إلى سيدكم، وقالوا له عبد الله ولد سعد خالف أمرك، كيف يرضى بأن يطلع أهل المتمة، ويسكن بها محمود ود أحمد، وتخرج كافة النساء والأطفال. أنا خالفت أمره بهذا الشأن».

### الهجوم على المتمة
شنّ الأمير محمود ود أحمد هجوماً على المتمة في يوم الخميس أول يوليو / تموز 1897م، بجيش قوامه حوالي 10 ألف مقاتل والتقى بجيش ود سعد الذي لم يزد عدده عن 2500 مقاتل في قتال شرس انهزم فيه مقاتلي ود سعد وقتلت أعدادا كبيرة منهم من بينها عبد الله ود سعد نفسه في عملية وصفت بالمجزرة بينما تمكن بعضهم من الفرار ليلتحقوا بجيش النجدة الإنجليزي المصري الذي وصل متأخراُ.

## معركة عطبرةو دور محمود ود أحمد

محمود ود أحمد أسيراً

أقام ود أحمد معسكره في المتمة وبقي فيها لمدة ثمانية أشهر ( من يوليو / تموز 1897 - وحتى فبراير/ شباط1898م)، وحفر خندقاً طويلاً شمالها على هيئة زاوية قائمة مع مجرى نهر النيل، ونصب فيه ترسانته العسكرية لمقاومة البوارج النهرية للجيش الغازي القادمة من جهة الشمال عن طريق النيل، إلا أنه وبعد سقوط مدينة بربر على يد كيتشنر قام محمود بتغيير خطته العسكرية، وغادر المتمة متجها نحو الشمال حيث أقام معسكرا في منطقة النخيلة الواقعة جنوب مدينة عطبرة. ورغم تردد الخليفة في مهاجمة كيتشنر في تلك المرحلة إلا أن محمود ود أحمد أقنعه بالسماح له بمهاجمة كيتشنر ومع ذلك لم يقرر الخليفة الهجوم إلا في ديسمبر / كانون الأول 1897م، ونظرا للخلاف حول من سيقود الجيش المقاوم لقوة كتشنر فإن قوات محمود ود أحمد بادرت بالهجوم تساندها قوة بقيادة الأمير عثمان دقنة وفي 8 أبريل / نيسان التقى الجيشان

ودارت معركة انهزمت فيها قوات ود أحمد أمام القوات الغازية، وتم أُسر محمود ود أحمد مع عدد من أعوانه ومساعديه.

## وفاته
بعد وقوع ود أحمد في الأسر تم نقله إلى سجن رشيد في مصر حيث توفي هناك في عام 1906 م.